# Lobophytum meandriforme
Lobophytum meandriforme is een zachte koraalsoort uit de familie Alcyoniidae. De koraalsoort komt uit het geslacht Lobophytum. Lobophytum meandriforme werd in 1956 voor het eerst wetenschappelijk beschreven door Tixier-Durivault. 